# 노스트라다무스
노스트라다무스(라틴어: Nostradamus, 1503년 12월 14일 ~ 1566년 7월 2일)는 프랑스의 천문학자, 의사, 예언가이다. 노스트라다무스는 라틴어 이름이고 ‘성모(聖母)의 대변자’라는 뜻이며 본명은 미셸 드 노스트르담(프랑스어: Michel de Nostredame)이다. 1555년에 처음 출판된, 운을 맞춘 4행시를 백 편 단위(Centuries)로 모은 《예언집》(Les Propheties)으로 유명하다.

## 일생
노스트라다무스는 프랑스 프로방스 지방의 상레미에서 1503년 12월 14일 태어났다. 할아버지는 의사, 아버지는 세리(세무공무원)인 유태인 집안이다. 1522년 명문대학인 몽펠리에 의대에 입학했으며, 흑사병을 치료하여 매우 유명해졌다. 프랑스 남부의 살롱드 프로방스는 노스트라다무스가 머물던 곳으로 미래를 비추는 거울이라고 불린다. 르네상스 시대 다락방에서 예언하던 노스트라다무스는 프랑스 혁명과 나폴레옹의 권세부터 세계 2차 대전, 아돌프 히틀러, 달 착륙, 그리고 9.11 테러 사태까지 예언했다고 알려져있다. 노스트라다무스는 예언을 하기 전부터 환자들을 치료하는 의사로 명성을 떨치고 있었다. 프랑스 왕과, 왕비의 점성술 자문위원이었으며, 1550년부터 다작을 집필하며 천문력을 저술해 많은 돈을 벌기도 했다.
1566년 7월 2일, 지병이던 통풍과 류머티즘으로 인해 63세의 나이로 세상을 떠났다.

## 주요 예언
노스트라다무스가 남긴 예언서의 내용은 난해하여 다양한 해석이 존재하며, 이로부터 예상되는 예언, 지나간 일에 대한 예언의 적중 등이 화제가 되기도 한다.
- 프랑스 왕 앙리 2세가 마상 경기 도중 사고로 사망할 것을 예언(豫言)하였다.
- 노스트라다무스의 유명한 예언 중에 “1999년 7월에 하늘에서 공포의 대왕이 내려온다”는 예언이 있어 1999년 당시 상당히 시끄러웠다. 마침 나토가 코소보의 알바니아계 주민 학살에 대한 책임으로 유고슬라비아를 공격하자(코소보 전쟁) 당시 예언과 맞물려 상당한 파장을 일으켰다.

하지만 코소보 전쟁은 6월에 종전됐으므로 사실상 1999년 7월 20일에 중국에서 발생한 파룬궁 탄압이 더 맞다는 주장도 있다. '공포의 대왕'은 중국 공산당의 잔인한 파룬궁 탄압, 뒷 구절 “그 전후 기간 마르스(Mars)는 행복의 이름 하에 지배할 것이다”의 '마르스(Mars)'는 당시 중국을 통치했던 공산당의 사상적 기반을 마련해주었던 '마르크스(Marx)'를 의미한다는 것이다. (이 4행시 예언에는 지구 멸망이라는 단어는 없다. )
- 인간이 나중에 말 대신 자동차를 타고 다니게 되었는데, 그는 자동차의 이름을 ‘카로(Carro)’라고 부르고 카로를 미친 듯이 좋아하는 사람을 ‘카로마니(Carromanie)’라고 부르며, 카로는 노스트라다무스의 사후 360년 뒤에 나타나게 될 것이라고 하였다.
- 노스트라다무스가 청년시절 이탈리아를 여행하던 중 지나가던 '펠리체 베리티'라는 기독교 수도사(수사)에게 무릎을 꿇고 “교황 성하께 무릎을 꿇나이다”라며 경의를 표한 일이 있었다. 1585년 그 수도사는 정말로 교황의 자리에 오르게 되었는데 그가 바로 식스토 5세였다. 물론 이건 노스트라다무스 사후의 일이었다.
- 2008년 9월 10일 스위스 제네바 근교에서 어떤 실험이 이루어지고 그 실험으로 검은 구멍(블랙홀)이 생겨 지구를 삼켜버린다는 예언이 CNN을 통해 알려졌다. 실제로 현재 스위스/프랑스 국경에서 CERN이 LHC로 빅뱅을 재현하는 실험이 있어, 큰 논란이 일기도 했다.
- 노스트라다무스는 지구가 멸망한다는 것도 예언했는데, 혜성이 떨어질 때, 그가 칭한 마부스(Mabus)가 나타난다고 하였다. 마부스는 적그리스도라는데, 히틀러, 나폴레옹보다 끔찍한 지구를 멸망시킨다는 적그리스도라고 한다.

## 예언에 대한 분석과 논란
쿼티렌이라 불리는 1,000여편의 4행시 모음은 그를 전설로 남게했다. 노스트라다무스는 3년동안 하루도 쉬지 않고 예언록을 작성했다. 이로써 942편의 4행시가 탄생했다. 노스트라다무스의 4행시 저서 예언록이 1955년 출간된 이후로 이 책은 성경, 셰익스피어 작품과 더불어 독자들의 호기심을 끊임없이 자극하며 재출판되었다. 정확한 날짜나 사건을 언급하는 경우는 거의 없었지만, 노스트라다무스는 자신의 점성술을 이용하여 종말의 시기를 예언했다. 그가 예언한 종말은 1999년과 3997년 혹은 7000년으로 해석에 따라 시기가 각각 다르다. 그의 예언은 모호한 표현이 많다. 노스트라다무스의 예언을 40년간 해석해온 장 샤를 드 퐁부키는 노스트라다무스의 4행시를 해석하지 않으면 아무 의미가 없다고 말한다. 퐁부키는 노스트라다무스가 나폴레옹 등을 예언했다는 것을 해석해냈다. 그러나 교황 요한 바오로 2세 등이 암살당할 것이라는 등의 잘못된 해석을 내려 물의를 일으키기도 했지만, 그는 예언 해석을 멈추지 않았다.
사람들은 역사의 많은 사건들을 보며 노스트라다무스의 예언을 위안삼아왔다. 이러한 현상은 제2차 세계대전이 끝난 후 두드러졌다. 노스트라다무스를 연구하는 사람들에 의하면 노스트라다무스의 예언서에는 HISTER이라는 글자가 있으며 이를 순서만 바꿔보면 철자 하나만 틀린 히틀러(Hitler)가 된다. 이어 "치욕스런 왕이 세워지면 황금시대가 막을 내린다"라는 내용의 4행시를 들며 이것이 히틀러를 예언한 것이라는 주장이다. 9.11 테러를 예언했다고 주장하는 부분도 있다. "1999년 일곱 번째 달에 하늘에서 공포의 대왕이 내려오리라"는 내용이 있는데 현대 통용되는 달력에서는 일곱번째 달이 7월이지만, 노스트라다무스의 시대에는 율리력을 사용했으므로 지금의 9월이 된다는 것이다. 성경에 1999년도 순서를 바꾸면 9-11-1이 되어 911테러를 의미하며, 공포의 대왕도 오사마 빈 라덴을 의미한다는 것이다. 예언도 있다. "이탈리아 근처에서 황제가 나타나 제국에 값비싼 대가를 치를 것이다. 그들은 황제의 군대를 보고 왕자의 모습이 아닌 도살자로 기억하리라"는 내용의 4행시는 나폴레옹을 예언한 것으로 추측된다. 나폴레옹은 프랑스령이었던 이탈리아 코르시카 출신이었기 때문이다. 실제로 그의 군대는 살육을 하고 다녔기 때문에 도살자처럼 보이기도 했다.
그러나 《베일에 숨겨진 노스트라다무스》의 저자 피터 르미서리어는 노스트라다무스의 예언에 대해 회의적인 입장이다. 그는 "노스트라다무스의 시는 어떤 의미로든 해석이 가능하다. 연관성 없는 의미도 부여하지만 거의 신빙성이 없다"고 말한다. 피터는 노스트라다무스의 시를 해석해보려 했지만 "미래의 사건을 제대로 해석한 경우는 없었다"며 쉽지 않았음을 토로했다. 항상 과거만 이야기 한다는 점을 들며 해석의 무의미함을 강조했다.
노스트라다무스의 예언에 대해서 과학적인 분석이 시도된적은 있었으나, 확실한 것은 밝혀지지 않았다. 사람들이 감정을 느낄때 발생하는 미세한 전자기력을 노스트라다무스가 활용했다는 설도 있으며, 과거에 있던 사건들을 재해석 해서 우연의 일치를 의도한 것이라는 분석도 있다. 노스트라다무스는 맨 정신이 아니라, 최면가스를 이용해 최면 상태에서 예언을 했을거라는 추측도 있다. 노스트라다무스의 고향에 위치한 곳에서 노스트라다무스 박물관을 운영하는 잭 클린은 "밤이 되면 정신 집중과 평온한 상태여야 하며 델피 신전에서처럼 물과 촛불을 준비한 후 최면 상태에서 환상을 보고 그대로 적었다"며 노스트라다무스의 예언 방법을 소개했다.
노스트라다무스가 죽고난 뒤 세월이 지나면서 과학적 근거를 토대로 한 학문이 발달하면서 예언가들은 사라졌으나, 몇몇 예언가들은 미래를 정확하게 예측하는 모습을 보이기도 했다. 하지만 대부분은 빗나갔음에도 불구하고 사람들은 이러한 예언을 믿고싶어한다. 점성가들의 예언 10개중 9개가 틀려도 하나만 맞으면 다들 감탄하게 된다는 것이다. 노스트라다무스의 예언을 비롯하여 점성술이 과학적인 근거가 있다고 분석된 예는 없다. 점성술이 사라지지 않는 것은 사람들에게 위안을 주기 때문이라는 분석이 많다. 실제로 노스트라다무스의 예언을 사람들이 어떻게 받아들이는지를 알아보기 위해 스탠포드 대학교 경영대학원 칩 헬스 교수가 실험을 한 적이 있다. 칩 교수는 노스트라다무스의 4행시 중에 '불'과, '도시'란 단어가 들어간 4행시를 8개 찾아냈고 이것들을 학생들에게 보여주었다. 한 그룹이 학생들에겐 911테러를 예언한 것이냐고 묻고, 다른 한 그룹의 학생들에겐 1950년 런던 대공습을 예언한 것이냐고 물었다. 그 결과 1/3 이상의 학생들이 예언이 맞았다고 답변했다. 이에 대해 칩 교수는 "어느 사건에도 들어맞을 수 있는 구체적이면서도 중의적인 표현을 썼기 때문"이라고 분석했다.

## 대중의 관심
2001년 9월 11일 911테러 당시 인터넷 검색 사이트 구글에서는 오사마 빈 라덴보다 노스트라다무스 검색어를 입력한 사람이 더 많았다. 이것은 노스트라다무스에 대한 사람들의 관심을 보여주는 것이며, 사람들은 이러한 일이 벌어질 때마다 "이런 일이 예견된 것일까?"하며 노스트라다무스를 찾는다는 것이다.

## 저서
- The Prophecies

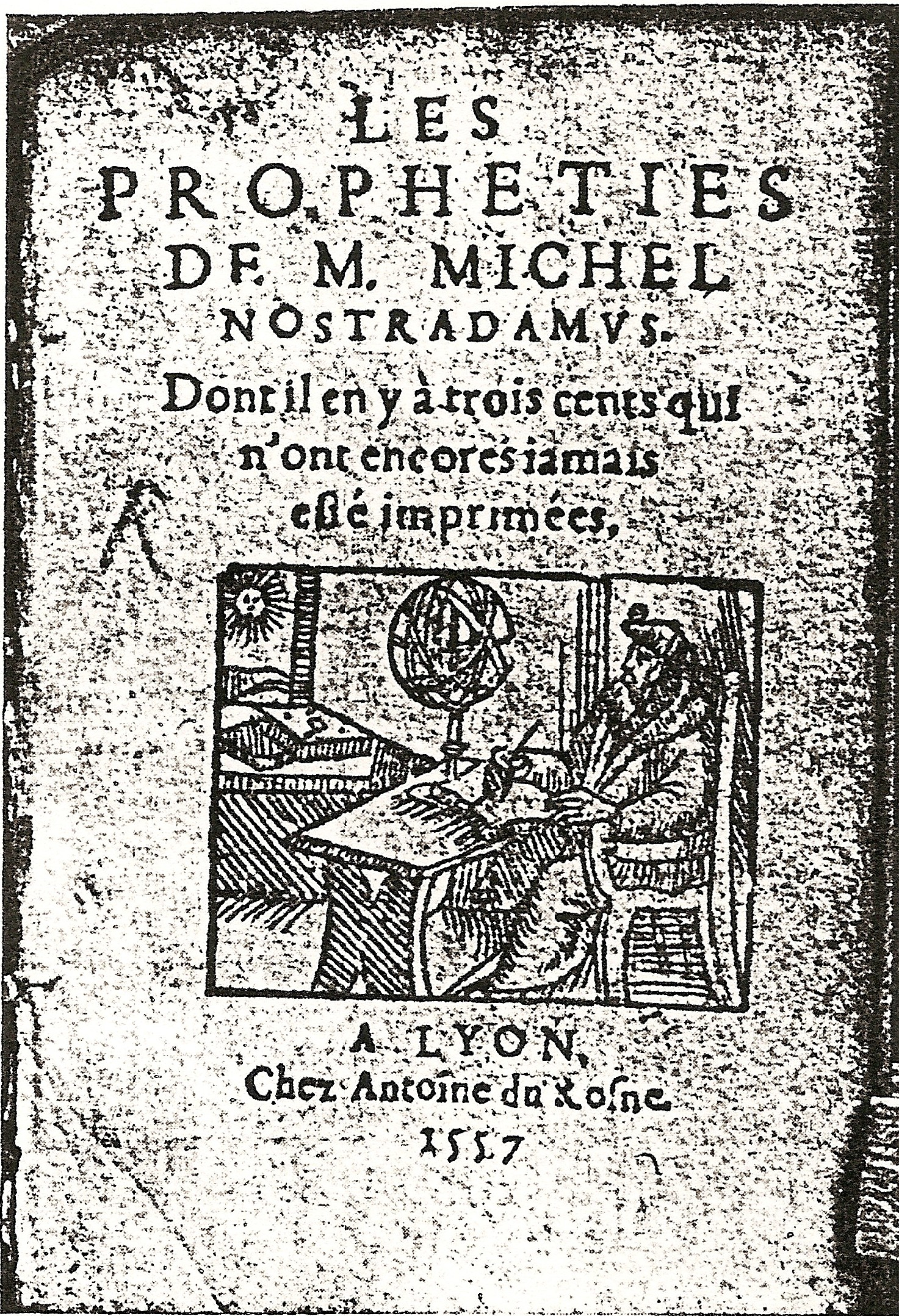
1557년판본 Les Propheties의 표지

먼 미래에 대한 예언을 모은 책이다. 첫 출판은 1555년에 있었다. 1557년에 289개 이상의 예언시가 추가되어 2판의 인쇄를 했다. 3판은 1558년에 300개의 새로운 시를 추가해서 인쇄되었다.
그러나 현재, 1568년 그의 사망 이후에 출판된 옴니버스판만 남아있다. 이 버전은 하나의 서술과 941개의 4행시로 구성되어 있다. 100개씩 9개로 나뉘었고 하나는 42개의 시가 담겨있다. 이것을 "Centuries"라고 부른다.

## 관련 서적
- 《21세기 대예언 노스트라다무스》마리오 리딩 저, 다리미디어 ISBN 978-89-86346-50-3
- 《노스트라다무스 새로운 예언》장샤를 드 퐁브륀 저, 정신세계사 ISBN 978-89-357-0088-2
- 《노스트라다무스의 비밀》데이비드 오베이슨 저, 해냄, ISBN 978-89-7337-280-5
- 《노스트라다무스 세기말 대예언》에티엔느 메조 저, 넥서스 ISBN 978-89-8220-019-9

## 같이 보기
- 신비주의
- 예언자 목록
- 1999년 종말론

## 참고 문헌
- Nostradamus, Michel:

Orus Apollo, 1545 (?), unpublished ms; Almanachs, Presages and Pronostications, 1550-1567; Ein Erschrecklich und Wunderbarlich Zeychen..., Nuremberg, 1554; Les Propheties, Lyon, 1555, 1557, 1568; Traite des fardemens et des confitures, 1555, 1556, 1557; Paraphrase de C. Galen sus l'exhortation de Menodote, 1557; Lettre de Maistre Michel Nostradamus, de Salon de Craux en Provence, A la Royne mere du Roy, 1566
- Leroy, Dr Edgar, Nostradamus, ses origines, sa vie, son oeuvre, 1972 (the seminal biographical study)
- Dupèbe, Jean, Nostradamus: Lettres inédites, 1983
- Chomarat, Michel, and Laroche, Jean-Paul: Bibliographie Nostradamus (1989)
- Benazra, Robert: Répertoire chronologique nostradamique (1990)
- Randi, James, The Mask of Nostradamus, 1993
- Rollet, Pierre, Nostradamus: Interprétation des hiéroglyphes de Horapollo, 1993
- Brind'Amour, Pierre: Nostradamus astrophile, 1993; Nostradamus. Les premières Centuries ou Prophéties, 1996
- Lemesurier, Peter, The Nostradamus Encyclopedia, 1997; The Unknown Nostradamus, 2003; Nostradamus: The Illustrated Prophecies, 2003
- Prévost, Roger, Nostradamus, le mythe et la réalité, 1999
- Chevignard, Bernard, Présages de Nostradamus 1999
- Wilson, Ian, Nostradamus: The Evidence, 2002
- Clébert, Jean-Paul, Prophéties de Nostradamus, 2003
- Gruber, Dr Elmar, Nostradamus: sein Leben, sein Werk und die wahre Bedeutung seiner Prophezeiungen, 2003
- Manuel Sánchez, Caesarem de Nostradamus (2005)